# Edorta Jimenez
Edorta Jiménez Ormaetxea (Mundaka, Biscaia, 8 de novembre del 1953) és un escriptor basc. Escriu la seva obra tant amb el seu nom real com sota el sobrenom d'Omar Nabarro, i des de l'any 1985 publica gairebé anualment un llibre. Ha tractat novel·la i poesia, i també fa d'articulista. Sens dubte, avui dia és un dels escriptors biscaïns més prolífecs. És pare de la també escriptora Irati Jimenez.

### Poesia
- Itxastxorien bindikapena 1985, Susa
- Egutegi esperimentala 1986, Susa
- Gizaeuropa 1986, Susa
- Gaua zulatzen duten ahausietan 1987, Susa
- Odoleko eskifaia 1989, Elkar
- XX. mendeko poesia kaierak - Omar Nabarro 2001, Susa
- Haragizko amoreak 2010, Susa

### Novel·la
- Speed gauak 1991, Susa
- Azken fusila 1993, Susa
- Kilkerren hotsak 2003, Susa
- Trilogia Piztien itsasoa:
  - Baleen berbaroa 1999, Txalaparta
  - Sukar ustelaren urtea 2004, Txalaparta
  - Azeria eta lehoia 2007, Txalaparta

### Narrativa
- Atoiuntzia 1990, Susa
- Manhattan 1994, Elkar
- Hemen datzana da 1995, Elkar
- Laudanoa eta sutautsa 1996, Txalaparta
- Urdaibaiko ipuin eta kondairak 1996, Alfaguara-Zubia

### Altres
- Itzala itzuli zenekoa (literatura infantil i juvenil) 1997, Elkar
- Europako mugetan barrena (crònica) 2001, Txalaparta
- Hemingway eta euskaldunak zerbitzu sekretuetan (assaig) 2003, Susa
- George L. Steer, Gernikan izan zen kazetaria (biografia) 2004, Txalaparta
- Robert Capa (biografia) 2005, Elkar
- Koioteren arrastoa (crònia) 2006, Susa
- Stock 13 (eròtic) 2009, Txalaparta